# Rodolfo Salvagiani
Rodolfo Salvagiani (Mezzano, 20 giugno 1897 – Ravenna, 25 ottobre 1979) è stato un partigiano e politico italiano.

## Biografia
Nato a Mezzano di Ravenna nel 1897 da padre artigiano e madre bracciante. Diplomato ragioniere, partecipò alla prima guerra mondiale col grado di sottotenente del corpo dei Bersaglieri. Fu decorato e cadde prigioniero fino al termine del conflitto.
Nel primo dopoguerra aderì alla Gioventù socialista e, con la frazione terzinternazionalista, partecipò nel 1921 alla fondazione del Partito Comunista d'Italia.
Ardito del popolo, fu gravemente ferito in uno scontro coi fascisti a Lugo nell'agosto del 1921, nel corso di un assalto squadrista nel quale trovò la morte il capo degli Arditi del Popolo ravennati Alberto Acquacalda. Dopodiché scontò una condanna a 3 mesi di carcere per essere poi iscritto nell'elenco delle persone da arrestare in determinate circostanze, subendo dunque la persecuzione fascista, in particolare fino al 1935 (anno in cui fu cancellato dalle liste dei sorvegliati speciali).
Prese parte alla Resistenza, in particolare partecipando l'11 settembre 1943 alla riunione fondativa della Resistenza romagnola, tenutasi all'Hotel Mare-Pineta di Milano Marittima cui parteciparono, oltre a lui, Arrigo Boldrini, Ennio Cervellati, Giuseppe D'Alema, Riccardo Fedel, Giovanni Fusconi, Gino Gatta, Mario Gordini, Agide Samaritani e Zoffoli.
Dopo la Liberazione, fece parte del gruppo dirigente della Federazione di Ravenna del P.C.I. Ebbe mandati politici e istituzionali di rilievo quali Consigliere Comunale di Ravenna, Assessore della Amministrazione Provinciale, Presidente dell'Ospedale Civile, Senatore della Repubblica.
Morì a Ravenna nel 1979 all'età di 82 anni.